# 飛特蒂亞
飛特帝亞（英語：Future Technology Devices International，FTDI）是一家蘇格蘭半導體裝置公司，专注研发USB相关设备技術。開發、製造，支援USB信號轉換成RS-232或TTL串行傳輸，以便支持傳統設備與現代計算機設備及其相關的軟件驅動程序。

## 簡介
飛特蒂亞是由現任執行長弗雷德·達特（Fred Dart）於1992年3月13日所成立的，最初產品為個人電腦主板的芯片組，IBM為其早期主要客戶，芯片用在AMBRA和PS/1的個人電腦上。現在則轉型為設計和供應USB芯片和軟件方案的專業廠商，總部位于英國的格拉斯哥市，研發中心設在格拉斯哥和新加坡；而在美國俄勒岡州，中國上海和臺灣臺北等地有銷售據點。
飛特帝亞將易于實現的IC設備和USB固件和軟件驅動組合起來，提供了實現USB的快捷方式。

## 產品
早期有FT-B系列，之後推出了FT-R，FT-H系列，主要是USB轉UART、FIFO、SPI、I²C等。 還有Vinculum系列，是USB的微型控制器，此芯片可用於安卓的應用開發上。

## 外部連結
- 飛特帝亞官網 （页面存档备份，存于）